# وایتسبوری
وایتسبوری (به انگلیسی: Whitsbury) یک روستا و محله مدنی در بریتانیا است که در New Forest District واقع شده‌است. وایتسبوری ۱۸۵ نفر جمعیت دارد.